# Diocesi di Worms

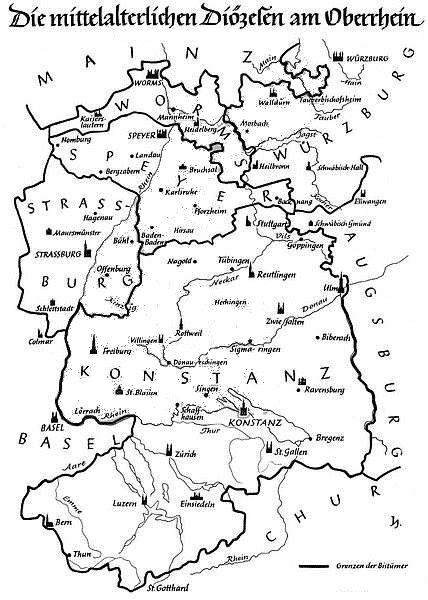
Mappa medievale della diocesi di Worms e di quelle confinanti.

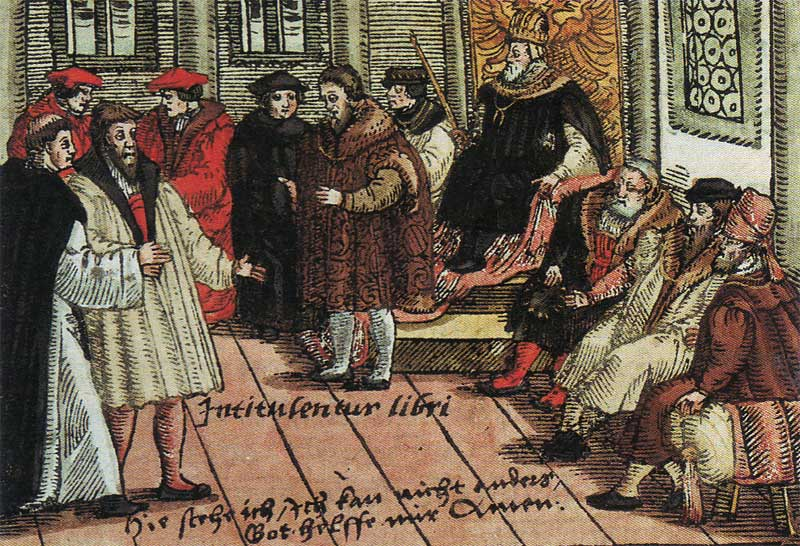
Martin Lutero a Worms nel 1521.

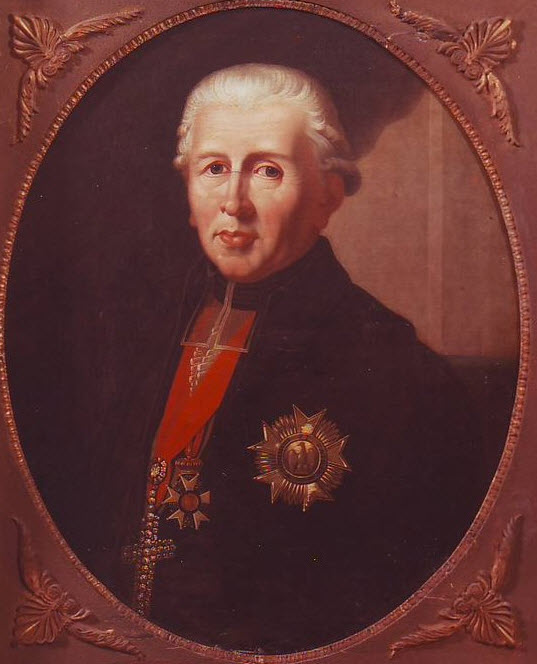
L'ultimo vescovo di Worms, Karl Theodor von Dalberg.

La diocesi di Worms (in latino Dioecesis Wormatiensis) è una sede soppressa della Chiesa cattolica in Germania e un antico principato ecclesiastico del Sacro Romano Impero.

## Territorio
La diocesi, una delle più piccole della Germania, era compresa fra l'arcidiocesi di Magonza a nord, la diocesi di Würzburg ad est, quella di Spira a sud e la diocesi di Metz ad ovest. Era situata su entrambe le rive del Reno attorno a Worms a nord dell'unione con il fiume Neckar.
Sede vescovile era la città di Worms, nell'attuale Renania-Palatinato, dove fungeva da cattedrale la chiesa di San Pietro. Tra le città più importanti della diocesi v'erano Kaiserslautern, Mannheim e Heidelberg.
Prima del XVI secolo arrivò a comprendere fino a 400 parrocchie; nel 1748 se ne contavano solo 120.

## Storia
Borbetomagus, l'odierna Worms, era la capitale ed il centro amministrativo della civitas Vangionum, popolo di origini celtico-germaniche stanziatasi nella regione. In epoca romana, essa faceva parte della provincia della Germania prima, come testimoniato dalla Notitia Galliarum dell'inizio del V secolo.
La diocesi ha origini molto antiche ed è attestata già a metà del IV secolo. Tra i firmatari dello pseudo concilio di Colonia del 346 figura il nome di Victor, episcopus Vangionum. Il successivo vescovo di cui si conosce con certezza il nome è Bertulfo, che prese parte al concilio di Parigi del 614. Dal punto di vista religioso, come di quello civile, Worms dipendeva dalla provincia ecclesiastica dell'arcidiocesi di Magonza, sede metropolitana provinciale.
A partire dall'epoca carolingia, iniziò il periodo d'oro di Worms e del suo territorio. La città fu una delle residenze preferite da Carlo Magno, che vi fece costruite un palazzo reale. Tra VII e VIII secolo furono definitivi i confini della piccola diocesi con l'occupazione di territori sulla riva destra del Reno; il vescovo, oltre alla residenza di Worms, aveva anche una propria residenza personale a Ladenburg nella parte orientale della diocesi.
La presenza della corte ed in seguito il legame con la dinastia ottoniana rafforzarono il potere dei vescovi. Nel X secolo essi riuscirono ad appropriarsi dei diritti comitali sulla città e nel 979 l'imperatore Ottone II conferì al vescovo Ildeboldo il diritto di amministrare la giustizia. Tra i vescovi più importanti di questo periodo troviamo Burcardo († 1025), che occupò la rocca, costruì mura difensive e dette inizio alla costruzione della cattedrale, all'origine dell'odierno edificio che risale al XII secolo.
Il potere temporale dei vescovi si accrebbe col tempo e la loro residenza comitale era a Ladenburg; nel 1184 tuttavia la città di Worms ottenne lo statuto giuridico di città libera.
L'importanza di Worms è testimoniata dal fatto che la città fu il centro di importanti riunioni nel corso del medioevo e dell'epoca moderna. A Worms si celebrarono diverse diete imperiali, nell'829, nel 1076, nel 1495 e soprattutto la dieta del 1521, quando fu convocato Martin Lutero per dissuaderlo dal continuare a sostenere le sue tesi ereticali. A Worms inoltre fu siglato un concordato nel 1122, che pose termine alla lotta per le investiture.
Con l'avvento della riforma protestante, la maggior parte della diocesi aderì alla nuova confessione religiosa. Il capitolo tuttavia continuò a funzionare e a nominare i vescovi, i quali a partire dalla metà del XVII secolo furono per lo più i medesimi metropoliti di Magonza, che ottennero dai papi il privilegio di poter amministrate le due diocesi.
Il principato era circondato dalle terre del Palatinato elettorale dei baliaggi di Oppenheim e Neustadt e si estendeva solo su borghi e villaggi con gli Amtskellereien di Neuhausen e Dirmstein, non avendo alcuna città dipendente.
Possedeva fino al 1801 anche la signoria di Ahaus. La città di Ladenburg, posta sul fiume Neckar, apparteneva per metà al Capitolo del Duomo di Worms e per metà all'elettorato del Palatinato.
Nella seconda metà del Settecento finì in unione personale con la sua sede metropolitana. Nel 1792 e poi nel 1797 la città di Worms e l'intero territorio diocesano a sinistra del fiume Reno venne occupato e annesso al territorio della Prima Repubblica francese. In seguito al concordato francese del 1801, con la bolla Qui Christi Domini di papa Pio VII del 29 novembre dello stesso anno, la parte occidentale della diocesi entrò a far parte della nuova diocesi di Magonza, che corrispondeva al dipartimento di Mont-Tonnerre; mentre la parte orientale, sulla riva destra del Reno, il vicariato di Lampertheim, rimase amministrata dai vescovi magontini.
Nel 1803, con il Reichsdeputationshauptschluss, il principato ecclesiastico venne formalmente secolarizzato; la parte occidentale era già parte della Francia, mentre la parte orientale venne in larga misura annessa all'Elettorato di Baden (dal 1806 granducato di Baden).
La diocesi invece fu canonicamente soppressa da papa Pio VII il 1º febbraio 1805 con la bolla In universalis Ecclesiae.
Dopo il congresso di Vienna e la successiva riorganizzazione delle diocesi tedesche, il territorio dell'antica diocesi di Worms si trovò suddiviso fra le diocesi di Spira, di Magonza, di Friburgo e di Rottenburg.

## Cronotassi dei vescovi
- Vittore † (menzionato nel 346)
- Bertulfo † (menzionato nel 614)
- Amando † (all'epoca del re Dagoberto I)
- San Ruperto † (? - 696 dimesso)
- Eremberto † (prima del 764 - 793 deceduto)
- Bernardo † (prima del 799 - 21 marzo 826 deceduto)
- Fulco † (prima del 31 ottobre 826 - dopo l'833)
- Samuele † (prima di agosto 840 - 6 febbraio 856 deceduto)
- Gunzo † (prima di maggio 868 - 18 novembre 872 deceduto)
- Adelelmo † (prima di maggio 874 - dopo l'888)
- Teotelao † (prima dell'895 - 1º settembre 914 deceduto)
- Bichowo † (914 - 7 settembre 950 deceduto)
- Hanno † (950 - 23 novembre 978 deceduto)
- Ildeboldo † (5 gennaio 979 - 4 agosto 998 deceduto)
- Franco d'Assia † (998 - 28 agosto 999 deceduto)
- Erfo † (999 deceduto)
- Razone † (999 deceduto)
- Burchard † (1000 - 20 agosto 1025 deceduto)
- Azecho † (prima di dicembre 1025 - 18 gennaio 1044 deceduto)
- Adalgar † (prima del 3 febbraio 1044 - 20 luglio 1044 deceduto)
- Arnold I † (1044 - 1º maggio 1065 deceduto)
- Adalbert von Rheinfelden† (23 settembre 1065 - 8 agosto 1070 deceduto)
- Adalbert von Sachsen † (1070 - 6 luglio 1107 deceduto)
- Ezzo † (1107 - ?)
- Arnold II † (menzionato nel 1115)
- Burchard von Ahorn † (prima del 1120 - 6 dicembre 1149 deceduto)
- Konrad von Steinbach † (dopo il 2 febbraio 1150 - 13 aprile 1171 deceduto)
- Konrad von Sternberg † (1171 - 18 gennaio 1192 deceduto)
- Heinrich von Maastricht † (prima del 4 novembre 1192 - 23 dicembre 1195 deceduto)
- Leopold von Schönfeld † (prima del 6 febbraio 1196 - 7 febbraio 1217 deceduto)
- Heinrich von Saarbrücken † (prima del 24 agosto 1217 - 12 settembre 1234 deceduto)
- Landolf von Hoheneck † (prima di novembre 1234 - 8 giugno 1247 deceduto)
- Konrad von Dürkheim † (11 settembre 1247 - 7 ottobre 1247 deceduto)
- Richard von Daun † (3 aprile 1252 - 29 novembre 1257 deceduto)
- Eberhard von Baumburg † (28 dicembre 1257 - 23 marzo 1277 deceduto)
- Friedrich von Baumburg † (1277 - 17 febbraio 1283 deceduto)
- Simon von Schöneck † (prima del 1º agosto 1283 - 22 ottobre 1291 deceduto)
- Eberhard von Strahlenberg † (1291 - 16 novembre 1293 deceduto)
- Emicho von Baumberg † (22 dicembre 1294 - 24 giugno 1299 deceduto)
- Eberwin von Kronenberg † (prima del 14 aprile 1300 - 22 aprile 1307 deceduto)
- Emmerich von Schöneck † (16 settembre 1307 - 10 febbraio 1318 deceduto)
- Heinrich von Dhaun † (5 giugno 1318 - 8 giugno 1319 deceduto)
- Konrad von Schoneck † (1319 - 1329 deceduto)
  - Gerlach von Erbach † (1329 - 18 dicembre 1332 deceduto) (vescovo eletto)[3]
- Salomon Waldbott † (21 giugno 1329 - 1359 dimesso o deceduto)
- Dietrich Bayer von Boppard † (15 maggio 1359 - 13 agosto 1365 nominato vescovo di Metz)
- Johann Schadland, O.P. † (20 agosto 1365 - 16 giugno 1371 nominato vescovo di Augusta)
- Echard von Dersch † (11 agosto 1371 - 14 maggio 1405 deceduto)
- Matthäus von Krakau † (19 giugno 1405 - 5 marzo 1410 deceduto)
- Johann von Fleckenstein † (6 giugno 1410 - 18 maggio 1426 deceduto)
- Friedrich von Domneck † (23 agosto 1426 - 1º maggio 1445 deceduto)
  - Ludovico d'Asti † (1445 dimesso) (vescovo eletto)[4]
- Reinhard von Sackingen † (9 marzo 1446 - 12 agosto 1482 deceduto)
- Johann von Dalberg † (9 ottobre 1482 - 28 luglio 1503 deceduto)
- Reinhard von Rippur † (9 febbraio 1504 - 1524 dimesso)
- Heinrich von Pfalz † (16 marzo 1524 - 3 gennaio 1552 deceduto)
- Dietrich von Rothenstein † (28 novembre 1552 - 31 gennaio 1580 deceduto)
- Georg von Schönburg † (16 gennaio 1581 - 11 agosto 1595 deceduto)
- Philipp von Rothenstein † (15 luglio 1596 - 21 marzo 1604 deceduto)
  - Philipp Kraft von Scharsenstein † (4 maggio 1604 - 17 luglio 1604 deceduto) (vescovo eletto)[5]
- Wilhelm von Essern † (12 settembre 1605 - 7 luglio 1616 deceduto)
- Georg Friedrich von Greiffenklau zu Vollraths † (31 luglio 1617 - 6 luglio 1629 deceduto)
- Georg Anton von Rothenstein † (13 novembre 1630 - 30 ottobre 1652 deceduto)
- Hugo Eberhard Kratz von Scharfenstein † (26 giugno 1662[6] - 13 marzo 1663 deceduto)
- Johann Philipp von Schönborn † (12 novembre 1663 - 12 febbraio 1673 deceduto)
- Lothar Friedrich von Metternich-Burscheid † (16 aprile 1674 - 3 giugno 1675 deceduto)
- Damian Hartard von der Leyen † (24 febbraio 1676 - 6 dicembre 1678 deceduto)
- Karl Heinrich von Metternich-Winneburg † (4 settembre 1679 - 26 settembre 1679 deceduto)
- Franz Emeric Caspar Waldbott von Bassenheim † (10 novembre 1679[7] - 11 luglio 1683 deceduto)
- Johann Karl von Frankenstein † (17 maggio 1688[8] - 29 settembre 1691 deceduto)
- Ludwig Anton von Pfalz-Neuburg † (8 giugno 1693 - 4 maggio 1694 deceduto)
- Franz Ludwig von Pfalz-Neuburg † (11 dicembre 1702 - 18 aprile 1732 deceduto)
- Franz Georg von Schönborn † (11 agosto 1732 - 18 gennaio 1756 deceduto)
- Johann Friedrich Karl von Ostein † (18 gennaio 1756 succeduto - 4 giugno 1763 deceduto)
- Johann Philipp von Walderdorff † (26 settembre 1763 - 12 gennaio 1768 deceduto)
- Emmerich Joseph von Breidbach-Bürresheim † (16 maggio 1768 - 11 giugno 1774 deceduto)
- Friedrich Karl Josef von Erthal † (13 marzo 1775 - 25 luglio 1802 deceduto)
- Karl Theodor von Dalberg † (25 luglio 1802 succeduto - 1802 o 1803 dimesso)